# 洪卑

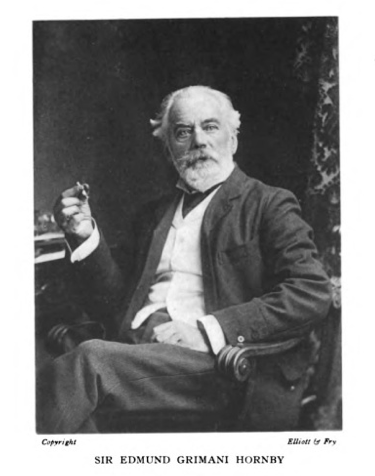
洪卑爵士，拍攝年不詳

洪卑爵士（英語：Sir Edmund Grimani Hornby，1825年5月29日—1896年11月17日），本名埃德蒙·格里馬尼·霍恩比，大英帝國專職治外法權的法官，英國在尹士坦丁堡最高領事法院（駐奧斯曼帝國）與英國在華及在日最高法院（駐清朝上海租界，時稱「大英按察使司衙门」）始創者及首任首席大法官（「大英按察使」）。父親是英國猶太人，母親出身意大利城邦貴族的名門格里馬尼家族。大英帝國授下级勋位爵士。

## 引用文獻
1. ↑  Unless otherwise noted, bibliographical information is from Hornby's obituary in the Times, November 20, 1896, p9